# Kungus
Il Kungus (in russo  Кунгус?) è un fiume della Siberia Orientale affluente sinistro del fiume Agul. Scorre nell'Irbejskij rajon del Territorio di Krasnojarsk. 
Il fiume ha origine sulle pendici settentrionali dei monti Saiani Orientali e scorre in direzione settentrionale. La sua lunghezza è di 174 km, l'area del bacino è di 3 930 km². La larghezza del fiume nel corso inferiore raggiunge gli 88 metri. Sfocia nell'Agul a 15 km dalla foce.